# مصطفى لاليام
مصطفى لاليام ثوري جزائري من مواليد 1928 بمدينة غليزان زوجته نفيسة حمود توفي سنة 2009 بالمستشفى العسكري بعين النعجة.

## تاريخ
ولد مصطفى لاليام بمدينة غليزان لسنة 1928 وينحدر من أسرة قبائلية من بني يني بعد الحرب العالمية الثانية انتقل لفرنسا أين تحصل على شهادة في الطب من جامعة مونبولييه إختصاص طب عيون شارك في الثورة التحريرية كطبيب رفقة نفسية حمود في الولاية التاريخية الثالثة تحت قيادة العقيد عميروش الذان كانا يعرفان بعضهما البعض بحكم أن العقيد عاش في مدينة غليزان لغاية اعتقاله سنة 1950.
القي القبض على مصطفى لاليام 27 ديسمبر 1951 وألقي به في سجون البرواقية والحراش وسركاجي وأطلق سراحه عام 1961

## عمله بعد الاستقلال
شغل مصطفى لاليام كطبيب مختص في العيون وكذلك كنائب في البرلمان 1977-1982 ممثلا لغليزان التابعة لولاية مستغانم تفقعد من عمله سنة 1989.

## وفاته
توفي بالمستشفى العسكري عين النعجة في 13 جوان 2009'